# Loka, Starše
Loka je naselje, ki se nahaja pred naseljem Rošnja iz smeri Maribora proti Ptuju v Občini Starše. Ime naselja izhaja iz pojmovanja, ki pomeni kraj s travniki in pašniki, pomešan z malimi gozdiči.
V naselju stoji kapelica, ki je sezidana na antični gomili. V bližinjem gozdu pa so odkrili zidano antično grobnico s kupolastim obokom in številnimi predmeti.
V naselju deluje športno društvo Loka-Rošnja in KUD Franc Ilec, v ustanavljanju je kulturno društvo Polanec, ki bo ohranjalo, na tem področju zelo razširjeno, kurentovanje ob pustnem času.